# Fernando Escartín
Fernando Escartín Coti (Biescas, 24 gennaio 1968) è un ex ciclista su strada spagnolo, professionista dal 1990 al 2002, due volte secondo alla Vuelta a España e una volta terzo al Tour de France.

## Carriera
Scalatore, è passato professionista nel 1990 nella squadra spagnola CLAS-Cajastur, nella quale ha militato per quattro stagioni, vincendo due corse minori in Spagna e giungendo nel 1993 terzo nella classifica generale del Giro di Svizzera e decimo in quella della Vuelta a España. Escartin è quindi approdato nell'importante team Mapei, del quale ha vestito la maglia nelle stagioni 1994 e 1995, ottenendo quattro vittorie tra le quali la classifica finale della Vuelta Ciclista a Aragón.
Si è quindi trasferito alla Kelme per la quale ha gareggiato per cinque anni, fino al 2000, realizzando le migliori prestazioni della carriera. Tredici le vittorie in queste stagioni, tra le quali la classifica finale della Vuelta Ciclista a Catalunya del 1997. Ben più rilevanti furono però le ottime prestazioni sulle salite della Vuelta a España, nella quale si classificò secondo nel 1997 e 1998, e soprattutto del Tour de France, corsa nella quale si classificò per cinque volte nelle prime dieci posizioni della classifica generale. In particolare nell'edizione del 1999 ottenne il terzo gradino del podio dietro a Lance Armstrong ed Alex Zülle, riuscendo a vincere la quindicesima tappa sull'arrivo in salita di Piau-Engaly.
Chiuse quindi la carriera vestendo nelle stagioni 2001 e 2002 la maglia della squadra tedesca Team Coast, con la quale non ottenne vittorie ma si classificò all'ottavo posto della classifica generale del Giro d'Italia 2002. Complessivamente ottenne 20 vittorie in carriera.

## Palmarès
- 1990 (CLAS, una vittoria)

Classifica generale Vuelta a Costa Blanca
- 1993 (CLAS, una vittoria)

5ª tappa Vuelta a Galicia (A Estrada > Ferrol)
- 1995 (Mapei, cinque vittorie)

3ª tappa Vuelta a Aragón (Huesca > Cerler)
Classifica generale Vuelta a Aragón
3ª tappa Vuelta a los Valles Mineros (Villablino > Tineo)
Classifica generale Vuelta a los Valles Mineros
Clásica de Sabiñánigo
- 1997 (Kelme, tre vittorie)

2ª tappa Vuelta a Asturias (Toscaf > Alto de Naranco)
6ª tappa Volta a Catalunya (Gurb > Playa de Aro)
Classifica generale Volta a Catalunya
- 1998 (Kelme, due vittorie)

1ª tappa Vuelta a Aragón (Boltaña > Torreciudad)
8ª tappa Volta a Catalunya (Andorra la Vella > Andorra la Vella)
- 1999 (Kelme, cinque vittorie)

4ª tappa Vuelta Asturias (Pravia > Monte Naranco)
5ª tappa Vuelta Asturias (Oviedo > Santa del Acebo)
3ª tappa Euskal Bizikleta (Gernika > Gernika)
5ª tappa Euskal Bizikleta (ETB > Arrate)
15ª tappa Tour de France (Saint-Gaudens > Piau-Engaly)

### Altri successi
- 1993 (CLAS)

Gran Premio de Naquera (Criterium)
Trofeo Corte Inglès
- 1994 (Mapei)

Clásica a los Puertos de Guadarrama
- 1995 (Mapei)

Classifica punti Vuelta a los Valles Mineros
Trofeo Ciutat de L'Hospitalet
- 1996 (Kelme)

Clásica a los Puertos de Guadarrama
- 1997 (Kelme)

Criterium Comunidad Foral de Navarra
Trofeo Corte Inglès
- 1998 (Kelme)

Alcobendas (Criterium)
Aluche (Criterium)
- 1999 (Kelme)

Castillon-la-Bataille (Criterium)
Marcoles (Criterium)
Trofeo Corte Inglès

## Piazzamenti

### Grandi giri
- Giro d'Italia

1991: 67º
2002: 8º
- Tour de France

1992: 45º
1993: 30º
1994: 12º
1995: 7º
1996: 8º
1997: 5º
1998: non partito (18ª tappa)
1999: 3º
2000: 8º
- Vuelta a España

1993: 10º
1994: 9º
1996: 10º
1997: 2º
1998: 2º
1999: ritirato (8ª tappa)
2000: 7º
2001: 10º
2002: non partito (15ª tappa)

### Classiche monumento
- Milano-Sanremo

1993: 58º
1997: 137º
1998: 107º
- Giro di Lombardia

1991: 57º
1992: 54º
1996: 43º
2001: ritirato

### Competizioni mondiali
- Campionati del mondo

Oslo 1993 - In linea: 37º
Agrigento 1994 - In linea: ritirato
Duitama 1995 - In linea: 14º
Lugano 1996 - In linea: 14º